# Mestandijshaai
De mestandijshaai (Scymnodon ringens) is een vis uit de familie Somniosidae (volgens oudere inzichten de familie Dalatiidae) en behoort in elk geval tot de orde van doornhaaiachtigen (Squaliformes). De vis kan een lengte bereiken van 110 centimeter.

## Leefomgeving
De mestandijshaai is een zoutwatervis. De vis komt voor op diepten tussen de 200 en 1600 m, verspreid over het zuidwestelijke deel van de Grote Oceaan (bij Nieuw-Zeeland) en de Atlantische Oceaan (zie kaartje).

## Relatie tot de mens
De mestandijshaai is voor de visserij van beperkt commercieel belang. Deze soort haai behoort tot een grote groep van soorten haaien van de open zee waaronder ruwe zwelghaai, schubzwelghaai, Portugese ijshaai, langsnuitijshaai, valse doornhaai, pijlpuntsnavelhaai, spitssnuitsnavelhaai, Afrikaanse zaagstaartkathaai, spitssnuitzevenkieuwshaai en strijkijzerruwhaai, die als bijvangst worden gevangen door de Spaanse trawlers.  In een onderzoek van deze bijvangsten, uitgevoerd tussen 1992–2001, bleek dat de totale bijvangst is afgenomen van 158 ton (87% haaien in de bijvangst) in 1992 naar 22 ton (59% haaien in de bijvangst) in 2001. De achteruitgang is waarschijnlijk te wijten aan een aantal factoren, waaronder een verschuiving in de diepten waarop werd gevist en andere, meer economische redenen. Zo daalde de kiloprijs van gevangen haai. Waarschijnlijk is er ook sprake van overbevissing.

Voor de mens kan de mestandijshaai gevaarlijk zijn, de mestandijshaai jaagt op grote prooidieren en kan een mens flink verwonden.